# Digitale Automatische Kupplung

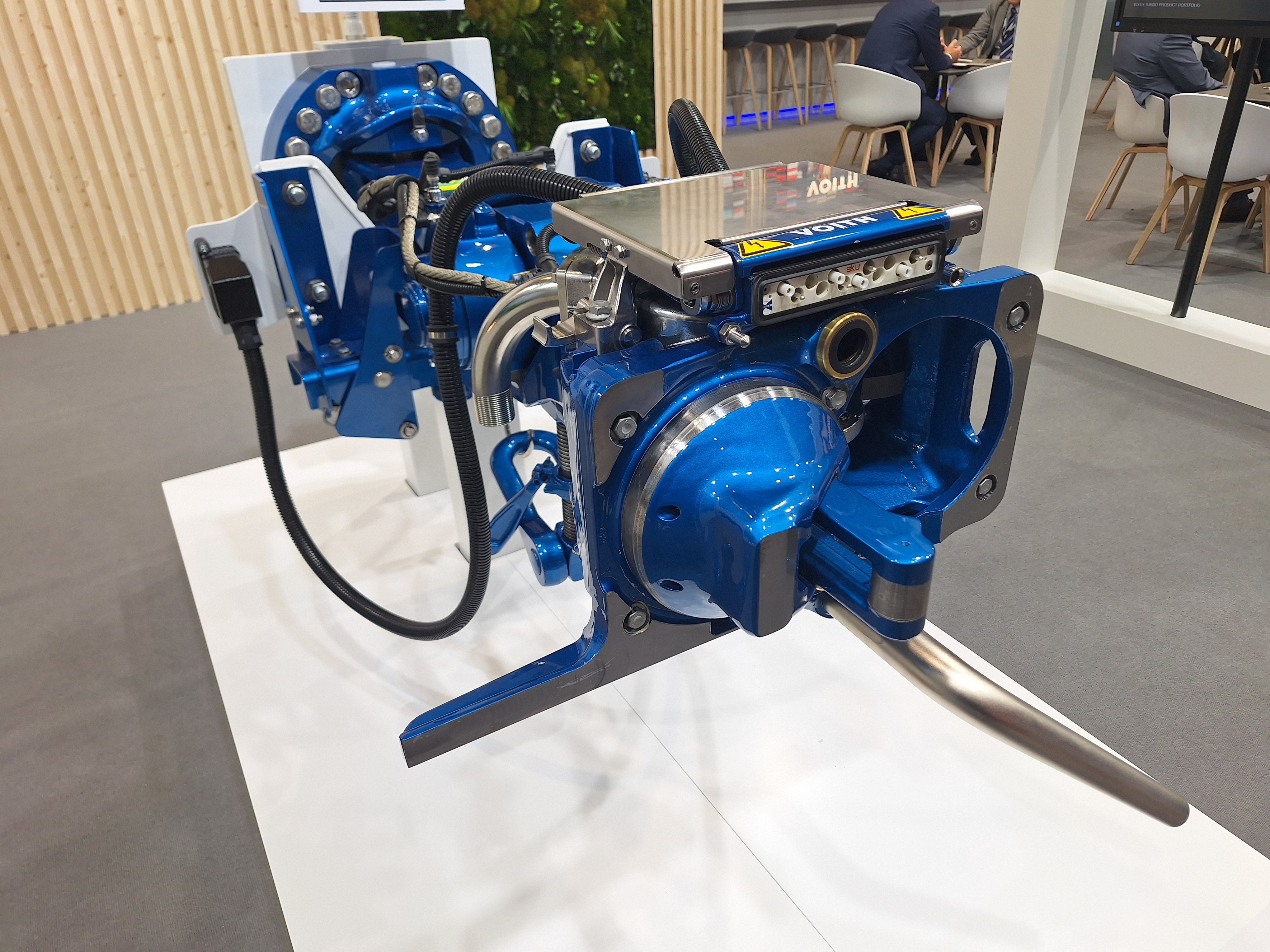
Digitale Automatische Kupplung auf der InnoTrans 2024

Die digitale automatische Kupplung (Eigenschreibweise Digitale Automatische Kupplung, DAK oder DAC für engl. Digital automatic coupler) ist eine automatische Mittelpufferkupplung auf Basis der Scharfenbergkupplung Typ 10, die in Europa die nur manuell kuppelbaren Schraubenkupplungen ersetzen soll. Neben mechanischen und pneumatischen Verbindungen sollen auch Energie- und Datenleitungen automatisch gekuppelt werden.
Dadurch soll eine weitgehende Digitalisierung des Schienengüterverkehrs ermöglicht werden. So können beispielsweise Telematikanwendungen genutzt und gängige Prozesse, wie die Bremsprobe vor Abfahrt eines Zuges, deutlich vereinfacht werden. Durch automatisiertes Rangieren soll die Kapazität von Rangierbahnhöfen um 40 % steigen, und die Verkehrsleistung im Güterverkehr um 70 %.

## Allgemeines

### Hintergrund
Die sich in Europa vollziehende Transformation der Wirtschaftsstruktur – der Übergang von einer Industrie- zu einer Dienstleistungsgesellschaft, deren Fokus auf Handel, Dienstleistungen und E-Commerce liegt – zeitigt einen Güterstruktureffekt, der den Transportmarkt des Schienengüterverkehrs maßgeblich beeinflusst. Es ist festzustellen, dass sich auch das Umfeld des Schienengüterverkehrs signifikant wandelt. Es ist eine hohe Innovationsgeschwindigkeit im Straßenverkehr zu beobachten, die Schieneninfrastruktur ist stark ausgelastet, der demografische Wandel und verändernde Berufsanforderungen stellen Herausforderungen dar. Externe Faktoren wie hoher Margendruck und interne Faktoren wie hohe Fixkosten, insbesondere im Einzelwagenverkehr, üben zusätzlichen Druck aus. Die Brache ist deshalb seit Mitte der 2010er Jahre bestrebt, den Schienengüterverkehr zu automatisieren und zu digitalisieren.
Ein Kernprojekt ist die Einführung der digitalen automatischen Kupplung, um sogenannte „intelligente Güterwagen“ zu einem sogenannten „intelligenten Zug“ vernetzten zu können.

### Funktionsstufen
Bei automatischen Kupplungen werden verschiedene, aufeinander aufbauende Funktionsstufen (engl. functional level, FL) unterschieden:
- FL 1: Automatische mechanische Kupplung, eine manuelle Entkupplung ist möglich
- FL 2: FL 1 plus die automatische Verbindung der pneumatischen Verbindungen
- FL 3: FL 2 plus die automatische Verbindung der elektrischen Stromversorgung
- FL 4: FL 3 plus die automatische Verbindung von Datenverbindungen
- FL 5: FL 4 plus die Möglichkeit einer automatischen Entkupplung

Die bisherige Schraubenkupplung bietet keine Automatisierung, während schon die SA3-Kupplung mechanisch einrasten konnte und Funktionsstufe 1 abbildet. Wenn bei Funktionsstufe 3 die elektropneumatische Bremse verbunden wird, bezeichnet man das als DAK-3. Nach Vorhandensein und Kuppeln des Kontaktaufsatzes für digitale Verbindungen kommt man zu DAK-4. Wenn auch entferntes Entkuppeln möglich ist, bezeichnet man das als DAK-5. Ein Rollout ist mit Funktionsstufe DAK-4 möglich, wobei die Kupplungsköpfe für ein Update auf Funktionsstufe DAK-5 vorbereitet sein sollen.

### Nutzen
Die digitale automatischen Kupplung ermöglicht verschiedene Nutzenpotentiale für den Schienengüterverkehr:
- Nutzen für Eisenbahninfrastrukturunternehmen:
  - Erhöhung der Trassenkapazitäten durch längere, schwerere und schnellere Züge
  - Erhöhung der Kapazitäten von Rangierbahnhöfen durch schnellere Betriebsprozesse
  - Zugintegritätsüberwachung als Voraussetzung für ETCS Level 3
  - Erhöhung der Entgleisungssicherheit
- Nutzen für Eisenbahnverkehrsunternehmen:
  - Reduzierung des Rangieraufwands
  - Längere, schwerere und schnellere Züge
  - Erhöhung der Systemgeschwindigkeit
  - Automatisierung von Betriebsprozessen, wie beispielsweise die Bremsprobe, Erfassung der Wagenreihung, wagentechnischen Untersuchung
  - Erhöhung der Arbeitssicherheit beim Rangieren
  - Erhöhung der Entgleisungssicherheit
  - Reduzierung der Lärmemissionen
  - Höhere Rekuperation
- Nutzen für Wagenhalter:
  - Reduzierung des Instandhaltungsaufwands für Radsätze und Puffer
  - Erhöhung der Wagenverfügbarkeit durch prädiktive Instandhaltung
  - Erhöhung der Entgleisungssicherheit
  - Reduzierung der Lärmemissionen
- Nutzen für Verlader:
  - Höhere Zuladung je Wagen/Zug
  - Steigerung Attraktivität des Schienengüterverkehrs durch Telematik und Automatisierung
  - Arbeitssicherheit
  - Rangieren im Gleisanschluss

Soll es ermöglicht werden Betriebsprozesse, wie beispielsweise die Bremsprobe zu automatisieren, aber auch mithilfe von Sensoren Informationen über den Zustand von Ladung und Wagen zu sammeln und online nachzuverfolgen. Sind die Güterwagen zusätzlich mit einer elektropneumatischen Bremse ausgerüstet, können die Güterzüge in Bremsstellung P mit einer Geschwindigkeit von 100 km/h verkehren und somit eine Beschleunigung des Schienengüterverkehrs zu ermöglichen.
Durch die Automatisierung der Bremsprobe ergibt sich ein Zeitgewinn von 30 Minuten und die Kapazität der Zugbildungsanlagen erhöht sich um 40 Prozent. Die durch die DAK ermöglichte elektronische Zugvollständigkeitskontrolle ist eine Grundvoraussetzung für die Einführung von ETCS Level 3. Sie gilt ebenfalls als Voraussetzung für anzeigegeführtes Rangieren in ETCS, in der Betriebsart Supervised Manoeuvre, womit ortsfeste Rangiersignale entfallen können.

### Kosten
Die Umrüstungskosten eines einzelnen Güterwagens wurden 2022 auf 15 000 Euro bis zirka 20 000 Euro geschätzt. Die wesentlichen Kosten entstehen dabei nicht durch die Umrüstung auf Mittelpufferkupplung, sondern durch den Einbau elektrischer und digitaler Leitungen, sowie von Automatisierungskomponenten für die Bremsprobe, Zugvollständigkeitskontrolle und gegebenenfalls Entkupplung. Sollten alle europäischen Normalspurgüterwagen und Güterzuglokomotiven – die BMVI-Studie rechnet mit 490 000 Güterwagen und 17 000 Triebfahrzeugen – umgerüstet werden, ist mit Kosten von 6,4 bis 8,6 Milliarden Euro (Stand 2022) zu rechnen. Dem stehen geschätzt 760 Millionen Euro pro Jahr an finanziellem Nutzen gegenüber.

### Herausforderungen
Zum Ende der Phase II der DAC4EU Tests hatte die DAK ihre Serientauglichkeit noch nicht erreicht. Zwei Prozent der Kupplungsvorgänge funktionierten 2022 nicht; es wird eine Zuverlässigkeit von 99,999 Prozent wie bei der Schraubenkupplung angestrebt. Die Spannung von 110 Volt reichte für die Stromversorgung langer Güterzüge nicht aus und wurde in weiteren Tests auf 400 Volt erhöht. Für die Zugbildung am Ablaufberg sollte die DAK schon bei der Bergauffahrt gelöst werden können, ohne dass eine Wiederverriegelung eintritt.

### Kritik
Kritiker hegen Zweifel, ob sich die Kosten der Einführung der DAK durch die betrieblichen Einsparungen amortisieren lassen. Es gibt auch andere Projekte, durch Automatisierung dem betrieblichen Risiko des Personalmangels entgegenzuwirken (bis 2030 gehen 50 Prozent der Beschäftigten im operativen Betrieb in den Ruhestand).
Unklar ist die zentrale Einleitung der Zug- und Druckkräfte der DAK in die Fahrzeugrahmen. Nachdem in den 1980er Jahren die Einführung der UIC-Mittelpufferkupplung gescheitert war, gab man bei der konstruktiven Auslegung neuer Fahrzeuge die zentrale Einleitung der Kräfte in den Rahmen auf. Die noch entsprechend vorbereiteten Fahrzeuge stehen vor der Ausmusterung. Ein hoher Aufwand wird zudem während der Umstellungszeit der Mischbetrieb der beiden nicht kompatiblen Kupplungsbauarten verursachen. Wagen mit digitalen automatischen Kupplungen und Wagen mit Schraubenkupplung müssen, wenn keine preisgünstigen und einfach zu bedienenden Übergangskupplungen wie die Gemischtkupplung für Kupplungen mit Willison-Profil zur Verfügung stehen, in den Zugbildungsbahnhöfen rangiertechnisch unabhängig voneinander behandelt und in den Zügen mit Kuppelwagen gemeinsam befördert werden.
Kritisiert wird auch, dass von der Einführung der digitalen automatischen Kupplung insbesondere Eisenbahnverkehrsunternehmen im Einzelwagenverkehr profitieren würden. Eisenbahnverkehrsunternehmen, die überwiegend Ganzzugverkehr betreiben, würden hingegen weniger profitieren.

## Geschichte

### Vorgeschichte
Im 20. Jahrhundert wurde mehrfach versucht eine automatische Kupplung in Europa einzuführen. Diese Versuche scheiterten doch aufgrund der hohen Kosten bei der flächendeckenden Einführung.
Bis Mitte 2017 rüstete SBB Cargo in Zusammenarbeit mit verschiedenen Partnern den sogenannten «5L»-Demonstratorzug mit automatischen Mittelpufferkupplungen vom Typ Scharfenberg aus. «5L» steht dabei für Leise, Leicht, Laufstark, Logistikfähig und Life Cycle Cost-Orientiert. Der Demonstratorzug bestand aus insgesamt 16 Wagen und es wurden automatische Kupplung mit Funktionslevel 2 eingesetzt. Die Erprobung war für insgesamt vier Jahre angesetzt.
Im Rahmen des 2016 gestarteten Bundesverkehrsministerium (BMVI)-Projekt „Innovativer Güterwagen“ wurden bis März 2018 von einer Arbeitsgemeinschaft bestehend aus DB Cargo und VTG drei Bestandsgüterwagen auf automatische Kupplung zu Erprobungszwecken umgerüstet. Dabei kamen automatische Kupplungen vom Typ Scharfenberg und vom Typ Schwab zum Einsatz, die für den Güterverkehrs adaptiert worden waren. Im Rahmen des Forschungsprojekts waren die Güterwagen über einen Zeitraum von 12 Monaten in Betrieb. Das Forschungsprojekt wurde Mitte April 2019 beendet.

### Forschung und Erprobung
Im Mai 2019 schrieb das BMVI eine Untersuchung von Migrationskonzepten für die automatische Kupplung aus. Ziel des Gutachtens sollte sein, ein Konzept für die EU-weite Migration eines Digitalen Automatischen Kupplungssystems (DAK) für den Schienengüterverkehr zu erarbeiten. Am 29. Juni 2020 wurde die von hwh Gesellschaft für Transport- und Unternehmensberatung mbH u. a. zusammen der Technischen Universität Berlin und der Technischen Universität Dresden erstellten Studie vorgestellt. Das in der Studie erarbeitete Migrationskonzept beinhaltet den Umrüstungsbedarf von Güterwagen und Triebfahrzeugen sowie die Kosten- und Nutzenabschätzung einer DAK. Es wird gezeigt, dass die Migrationsdauer einen großen Einfluss auf die Amortisationszeit hat. Des Weiteren werden die Herausforderungen für die Migration einer DAK in den Bereichen Technik, Betrieb, Finanzen, Politik, Sektor SGV, Industrie und Personal aufgezeigt. Darüber hinaus wird ein Organisationsmodell für den Rollout sowie ein Finanzierungs- und Kostenverteilungsmodell vorgestellt. Die Studie betont die Notwendigkeit einer EU-weiten Koordination und eines Förderprogramms zur Unterstützung der Migration. Es wird vorgeschlagen, frühzeitig einen DAK-Standard zu etablieren und die Produktions- und Werkstattkapazitäten entsprechend auszubauen.

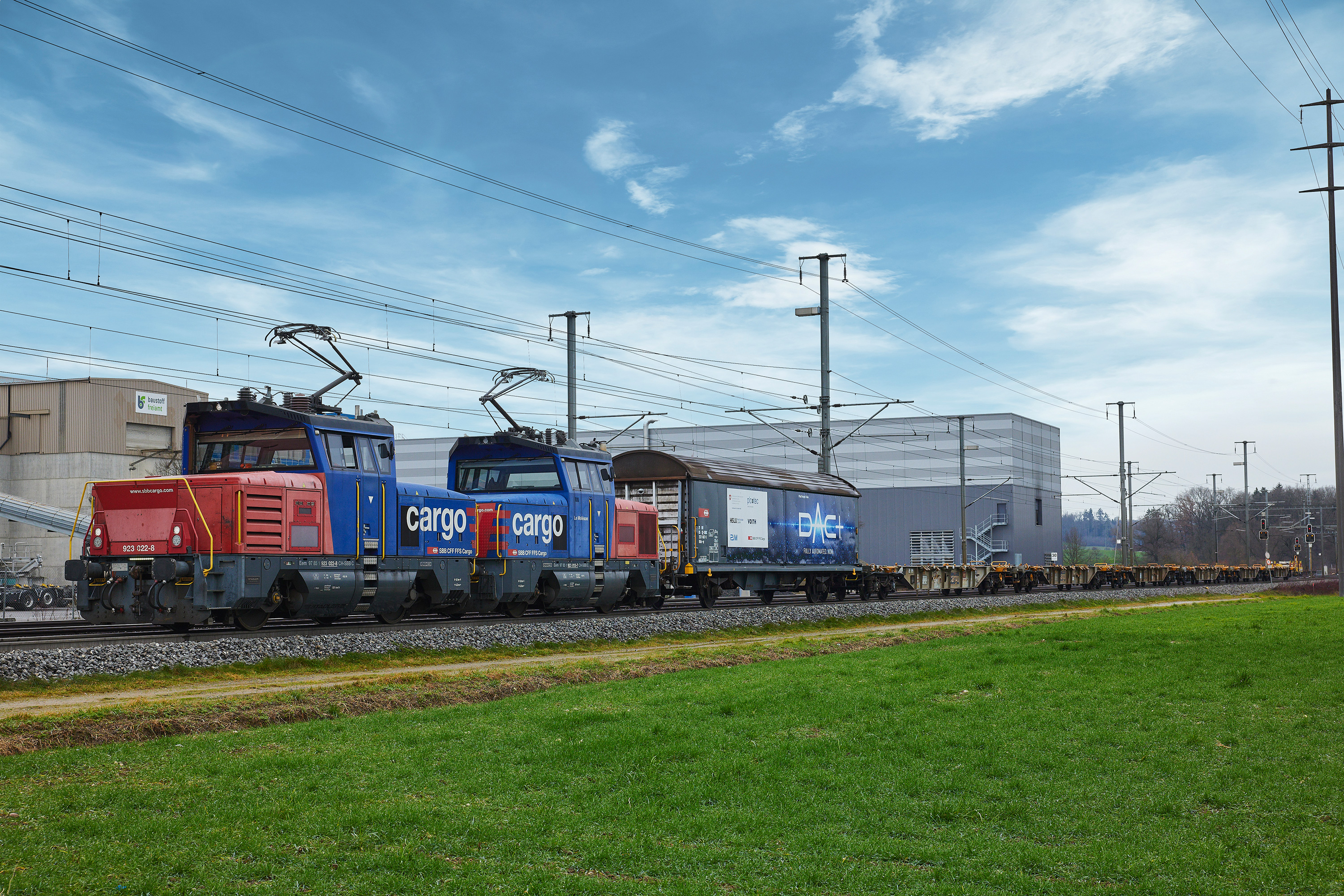
Testwagen bei der SBB Cargo

Im Juni 2020 startete ein mit 13 Millionen Euro vom BMVI gefördertes Pilotprojekt zur Demonstration, Erprobung und Zulassung der Digitalen Automatischen Kupplung (DAK) für den SGV. Zur Durchführung des auf 30 Monate angelegten Projekts wurde das Konsortium DAC4EU (Digital Automatic Coupling for Europe) gebildet, zu dem außer der DB und ihrer Tochter DB Cargo, den schweizerischen und österreichischen Güterbahnen SBB Cargo und Rail Cargo Austria auch die Wagenhalter Ermewa, GATX Rail Europe und VTG gehören. Zwölf Güterwagen wurden mit DAK-Prototypen von vier verschiedenen Herstellern mit drei verschiedenen Kupplungsköpfen ausgerüstet:
- Typ Scharfenberg von Voith
- Typ Scharfenberg von Dellner
- Typ Schwab von Wabtec
- Typ SA3 von CAF

Die Lösungen von Dellner und Voith sind auf 1000 kN Zug- und 1500 kN Druckkraft ausgelegt und basieren auf dem Scharfenberg-Profil Typ 10, wie es im europäischen Personenverkehr verbreitet ist. Der Voith CargoFlex wird von SBB Cargo seit 2019 im Binnengüterverkehr verwendet. Die Lösung von CAF, die im europäischen Projekt FR8RAIL von 2016 bis 2019 entwickelt wurde, basiert auf der SA3-Kupplung. Faiveley Transport (Wabtec) lieferte den Schwab-Kupplungskopf, der im Schweizer Regionalverkehr verbreitet ist.
Die vorgeschlagenen Kupplungsdesigns wurden in zwei Testprogrammen bewertet – DAC4EU für Kuppelversuche und Trafikverket/Swedish Winter Tests für die Winterfestigkeit.
Die Phase I der DAC4EU Tests lief von Juni 2020 bis Juli 2021. Im September 2021 legte sich das European DAC Delivery Programme (EDDP) beim Kupplungskopfdesign auf das Scharfenberg-Profil fest.
Seit Herbst 2021 ist ein Güterzug mit 20 Güterwagen mit DAK in Europa unterwegs und wird im realen Betrieb getestet. Die Phase II der DAC4EU Tests lief von August 2021 bis Dezember 2022. Die identifizierten Herausforderungen führten zu einer Verlängerung der Tests. In Phase III wurden unter anderem eine Erhöhung des Spannungsniveaus von 110 Volt Gleichstrom auf 400 Volt Wechselspannung getestet, da sich im Test der Spannungsabfall über lange Züge mit 10 Prozent als deutlich herausgestellt hatte. In Phase IV wurden 2024 dann auch die Hybrid-Kupplungen der Hersteller getestet, die an Lokomotiven während der Umrüstungsphase der Güterwagen verbaut werden. Der Demonstratorzug soll bis Mitte 2026 weiterfahren.
Seit Mitte 2024 prüft die VPI European Rail Service GmbH (VERS) im Auftrag von sieben europäischen Bahngesellschaften die Kapazitäten von 280 Güterwagenwerkstätten für den Umbau.
In der zweiten Phase der DAC4EU Tests wurden verschiedene Aufsätze für die E-Kupplung (englisch e-coupler) getestet. Im Juli 2024 wurde entschieden, dass die Kupplungen einheitlich mit von Voith entwickelten Kontaktaufsätzen ausgestattet werden sollen. Der Kontaktaufsatz war 2020 von Voith für die zum Test eingereichten Cargoflex-Kupplungen entwickelt worden, die sei 2019 für die SBB Cargo im Einsatz sind (die seit 2017 entwickelt wurden). Die Cargoflex-Kupplungen waren schon vor den DAC4EU-Tests als Hybrid-Kupplung vom Typ Scharfenberg entwickelt worden, die nach Hochklappen eine herkömmliche Schraubenkupplung freilegen.
Dellner zeigte im September 2024 ebenfalls eine Hybrid-DAK, bei der der Scharfenberg-Kupplungskopf hydraulisch hochgeklappt werden kann, und eine herkömmliche Schraubenkupplung darunter freilegt. Dies wird von DB Cargo und Alstom an einem Traxx operativ getestet.
Der Nutzen und die Standardisierung des ferngesteuerten Entkuppelns wird im EU-Projekt „Full Digital Freight Train Operation“ (FDFTO) untersucht, für das im FP5-TRANS4M-R 95,1 Millionen Euro seit 2023 bereitstehen. Mit einem „FDFT Preparator“ am Ablaufberg soll 2025 eine Zusammenstellung eines Zuges in 15 Minuten demonstriert werden.

### Ausblick
Stand 2022 wurde vorgeschlagen, bei einer Sicherstellung der Finanzierung ab 2025 mit der Einführungsphase zu beginnen und diese bis 2030 beendet werden.
Im Dezember 2024 wurden 8,25 Mio. Euro freigegeben, sodass im Pilotprojekt „DAC4EU“ bis 100 Pionierzüge ab 2026 mit serienreifen Kupplungen ausgestattet werden können.
Im Januar 2025 empfiehlt eine Studie des Bundesverkehrsministeriums Deutschlands eine Pilotphase von 2026 bis 2028 durchzuführen, die auf Kosten von 65 Millionen Euro geschätzt wird. Wenn die Finanzierung bis viertes Quartal 2025 abgesichert ist, können ab zweitem Quartal 2026 Fördermittel durch Unternehmen beantragt werden, die Pionierzüge umrüsten und betreiben wollen. Im ersten Quartal 2029 könnte dann eine Ergebnisbewertung erfolgen, die die Grundlage für ein flächendeckendes Rollout der DAK wäre.

## Technische Beschreibung

### Allgemeines
Die Anforderungen für die DAK wurden im Rahmen einer technischen Spezifikation festgelegt.
Generell soll die DAK für eine Zugkraft von 1000 kN und eine Druckkraft von 2000 kN ausgelegt sein. Die Zielmasse der Kupplung für einen Wagen soll inklusive der Zugeinrichtung, der Abstützung, der pneumatischen Verbindungen, dem Kontaktaufsatz 380 kg betragen, maximal 440 kg.
Das Kuppeln wurde bei verschiedenen Gleisradien im Geschwindigkeitsbereich 2–12 km/h getestet, jedoch maximal bis zum Erreichen einer Druckkraft von 2.000 kN.

### Kupplungskopf
Die Schnittstellengeometrie des Kupplungskopfes entspricht den Anforderungen der Norm EN 16019. Diese Kupplung ist ebenfalls bekannt als „Automatische Scharfenberg-Kupplung Typ 10“. Der Kupplungskopf kann (ab einem Funktionslevel 5) mit einer elektrischen Einrichtung zum automatischen Entkuppeln ausgerüstet sein.
Wie bei einer automatischen Kupplung üblich wird auch automatisch die Hauptluftleitung und die optionale Hauptluftbehälterleitung gekuppelt. Eine Entkupplungsleitung, wie sie in der Norm EN 16019 vorgesehen ist, ist hingegen bei der DAK nicht vorgesehen. Bei der DAK soll die Hauptluftleitung und die zugehörigen Ventile einen Durchmesser von mindestens 32 mm (G1 1⁄4) aufweisen. Im Vergleich dazu hat die Automatischen Standard Kupplung vom Typ 10 nur einen Hauptluftleitungs-Durchmesser von 26 mm. Hintergrund dieser Änderung gegenüber dem Standard ist die Sicherstellung der Durchschlaggeschwindigkeit, aber auch um die Entlüftungsgeschwindigkeit zu erhöhen.

### Sicheres ferngesteuertes Entkuppeln
Die DAK muss neben einer Entkupplung vom Führerstand aus auch eine Entkupplung in Bewegung am Ablaufberg ermöglichen. Der Demonstrator hatte neben einer mechanischen Vorrichtung über Seilzug / Entkupplungshebel auch eine elektrische Vorrichtung mit Schaltern an einem seitlich am Wagen angebrachten Bedienfeld. Die Weiterentwicklung soll die elektrische Betätigung sowohl vom Zug aus als auch von einem Tablet oder Ablaufbergrechner ermöglichen. Dabei handelt es sich im Kern um Softwareentwicklung mit hohen Sicherheitsanforderungen.

### Kontaktaufsatz

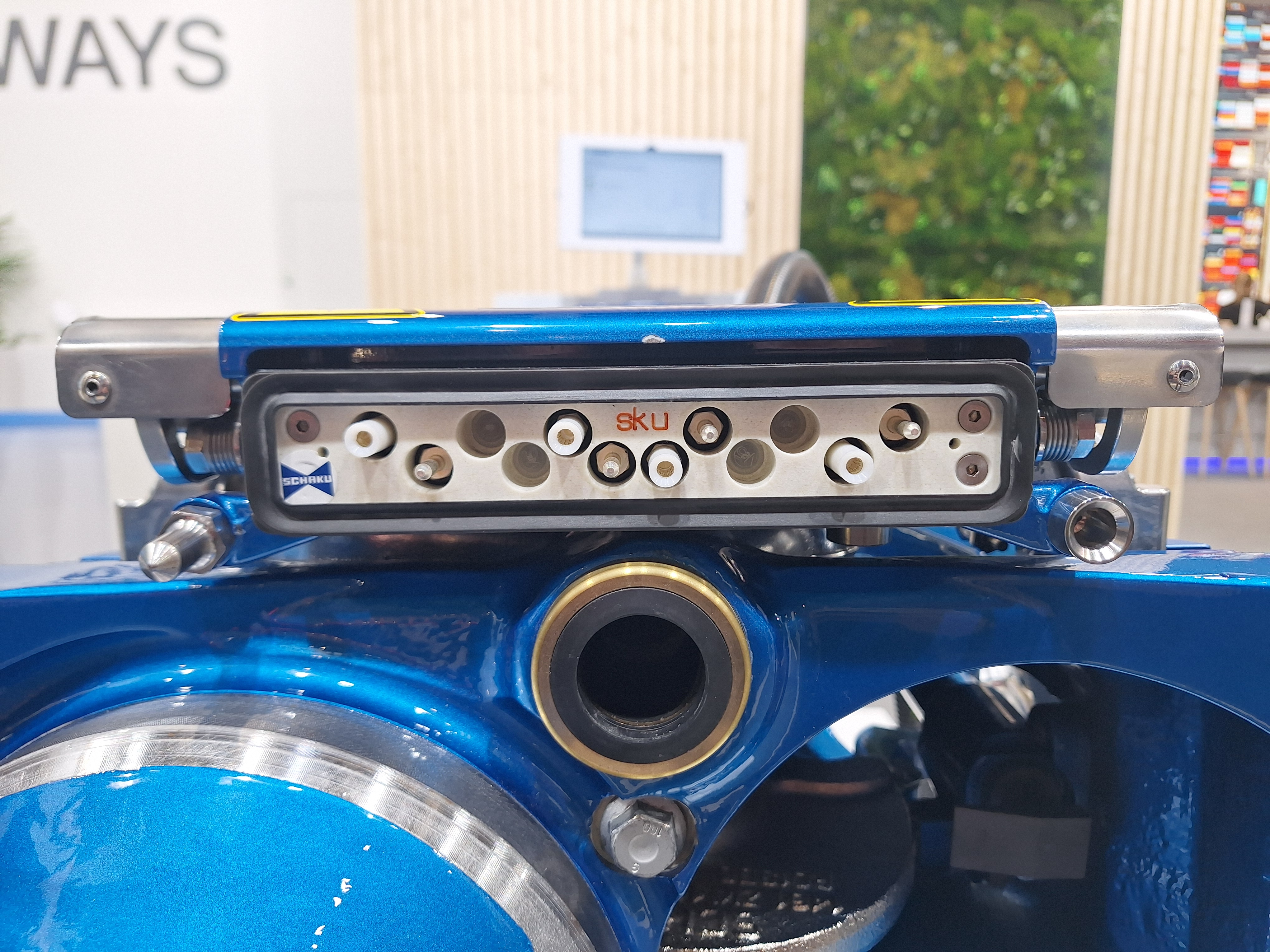
Kontaktaufsatz

Kontaktaufsätze werden für digitale Kupplungen der Funktionsstufe 3 und höher benötigt. Sie dienen der Versorgung von Güterwagen mit elektrischer Energie und ermöglichen eine Datenverbindung zwischen den Fahrzeugen. Der Kontaktaufsatz ist auf der Oberseite des Kupplungskopfes anzubringen und muss mit dem Kupplungsverschluss zusammenarbeiten.
Im Kontaktaufsatz sind je zweimal zwei Kontakte für die elektrische Stromversorgung und den Datenbus vorgesehen. Die E-Kupplung wurde über die geforderten 12 km/h hinaus für bis zu 16 km/h entworfen.
Das Gremium zur europaweiten Auslieferung der DAK (EDDP-Board) definiert, dass folgende Automatisierungskomponenten jedes Wagens erreicht werden sollen:
- automatische Bremsprobe
- Erkennung der Wagenreihung
- Vollständigkeit des Zuges (Zuganfangs- und Zugendeerkennung)
- vollautomatisiertes Entkuppeln (Funktionsstufe DAK-5)

### Zug- und Stoßeinrichtung
Die Zug- und Stoßeinrichtung stellt die Verbindung von der DAK zum Fahrzeug her und überträgt die Zug- und Stoßkräfte. Sie enthält elastische Elemente und kann bei einem vorgegebenen Hub kinetische Energie aufnehmen und verzehren.
Der Hub der Zug- und Stoßeinrichtung soll bei Stoß 110 mm und bei Wagen für empfindliche Ladung 150 mm betragen. In Zugrichtung soll der Hub 70 mm betragen.